# 2024년 공화당 전당대회
2024년 공화당 전당대회(2024 Republican National Convention)는 미국 공화당 대의원들이 2024년 미국 대통령 선거에서 당의 대통령 및 부통령 후보를 선출하는 행사다. 2024년 7월 15일부터 18일까지 위스콘신주 밀워키 파이서브 포럼에서 개최되었다.
전통적으로 현재 백악관은 민주당이 장악하고 있기 때문에 전당대회는 공화당 전당대회 이후에 열릴 예정이다. 2024년 민주당 전당대회는 2024년 8월 19일부터 22일까지 열릴 예정이다. 도널드 트럼프후보로 추대되었다.

## 같이 보기
- 2024년 미국 대통령 선거
- 도널드 트럼프 암살 미수 사건